# لوك باور
لوك باور (بالإنجليزية: Luke Power)‏ هو لاعب كرة قدم أسترالية أسترالي، ولد في 8 يناير 1980 في ملبورن في أستراليا.

## وصلات خارجية
- لوك باور على موقع AustralianFootball.com (الإنجليزية)
- لوك باور على موقع AFLtables.com (الإنجليزية)